# 1945년 뉴욕 영화 비평가 협회상
제11회 뉴욕 영화 비평가 협회상은 1945년 영화를 대상으로 하는 시상식이다.

## 수상 및 후보

### 작품상
- 잃어버린 주말

### 감독상
- 잃어버린 주말 - 빌리 와일더 수상

### 여우주연상
- 성 메리 성당의 종 - 잉그리드 버그만 수상

### 특별상
- 잃어버린 주말
- 스펠바운드 - 잉그리드 버그만 수상